# Hypocoela drepana
Hypocoela drepana är en fjärilsart som beskrevs av Louis Beethoven Prout 1925. Hypocoela drepana ingår i släktet Hypocoela och familjen mätare. Inga underarter finns listade i Catalogue of Life.